# Eidothea
Eidothea A.W. Douglas & B. Hyland – rodzaj roślin z rodziny srebrnikowatych (Proteaceae). Obejmuje 2 gatunki występujące endemicznie w Australii.

## Rozmieszczenie geograficzne
Rośnie naturalnie w Australii w stanach Queensland, Nowa Południowa Walia oraz Wiktoria. 

## Systematyka
Pozycja i podział rodziny według Angiosperm Phylogeny Website (aktualizowany system APG III z 2009)
Rodzaj z rodziny srebrnikowatych stanowiącej grupę siostrzaną dla platanowatych, wraz z którymi wchodzą w skład rzędu srebrnikowców, stanowiącego jedną ze starszych linii rozwojowych dwuliściennych właściwych. W obrębie rodziny rodzaj sklasyfikowany jest do podrodziny Proteoideae Eaton, 1836
Wykaz gatunków
- Eidothea hardeniana P.H.Weston & Kooyman
- Eidothea zoexylocarya A.W.Douglas & B.Hyland